# العد التنازلي النهائي (أغنية)
«العد التنازلي النهائي» (بالإنجليزية: The Final Countdown)‏ هي أغنية لفرقة الروك السويدية يوروب، وصدرت في عام 1986. كتبها جوزيف تمبست، واستندت إلى لوحة مفاتيح موسيقية صنعها في أوائل الثمانينيات، مع كلمات مستوحاة من أغنية «غرائب الفضاء» لديفيد بوي. تم إنشاؤها في الأصل ليكون مجرد افتتاح حفلة موسيقية، وهو أول مسار فردي وعنوان من ألبوم الاستوديو الثالث للفرقة. وصلت الأغنية إلى المركز الأول في 25 دولة، بما في ذلك المملكة المتحدة، وحصلت على الشهادة الذهبية في تلك الدولة عام 1986. في الولايات المتحدة، بلغت الأغنية ذروتها في المرتبة 8 على بيلبورد هوت ورقم 18 على بيلبورد البوم روك. تم إنشاء مقطع فيديو موسيقي بواسطة نيك موريس للترويج للأغنية التي تحتوي على لقطات من حفلتين للفرقة في سولناهالين في سولنا، بالإضافة إلى لقطات إضافية لعمليات التحقق من الصوت في تلك الحفلات الموسيقية.

## المنشأ والتسجيل
استندت الأغنية إلى لوحة مفاتيح كتبها جوي تيمبيست، في وقت مبكر من عام 1981 أو 1982، على لوحة مفاتيح كورج بوليسيكس التي اقترضها من عازف لوحة المفاتيح ميك ميخائيلي. في عام 1985، اقترح عازف الجيتار جون ليفين أن يكتب تيمبيست كلمات الأغنية بناءً على هذا اللحن. قام جوي تيمبيست بتسجيل النسخة تجريبية من الأغنية وتشغيلها لأعضاء الفرقة الآخرين. في البداية، أعرب الأعضاء عن ردود أفعال متباينة تجاهها، بما في ذلك عازف الجيتار جون نوروم الذي تم تأجيله بسبب مقدمة السينث لكنه قال إنه سعيد لأنهم لم يستمعوا إليه. وصف تيمبيست شكوكهم: «اعتقد بعض الرجال في الفرقة أن الأمر مختلف للغاية بالنسبة لفرقة موسيقى الروك. لكن في النهاية ناضلت بشدة لأتأكد من أنه تم استخدامه».
كلمات الأغنية مستوحاة من أغنية ديفيد بوي «غرائب الفضاء». تم الحصول على صوت نغمة لوحة المفاتيح المستخدمة في التسجيل باستخدام وحدة رف ياماها TX-816 ومركب رولاند JX-8P ، كما وصفه ميخائيلي: «لقد صنعت صوتًا نحاسيًا من JX-8P واستخدمته صوت مصنع من ياماها، وقم بتجميعهم معًا»
عندما حان الوقت لاختيار أول أغنية من ألبوم العد التنازلي النهائي، اقترح تيمبيست أغنية «العد التنازلي النهائي». لم تخطط الفرقة في الأصل لإصدار الأغنية كأغنية فردية، وأراد بعض الأعضاء أن تكون أغنية «صخرة الليل» هي الأغنية الأولى. تمت كتابة «العد التنازلي النهائي» لتكون أغنية افتتاحية للحفلات الموسيقية، ولم يعتقدوا أبدًا أنها ستكون ناجحة. عندما اقترحت شركة التسجيلات إبك ريكوردز الخاصة بهم، مع ذلك، أن تكون أول أغنية فردية، قررت الفرقة إصدارها.

## الإفراج والاستقبال
أصبحت أغنية «العد التنازلي النهائي» لها نجاحًا فوريًا على الرسوم البيانية في جميع أنحاء العالم عند صدورها، حيث وصل إلى المركز الأول في 25 دولة (بما في ذلك المملكة المتحدة، حيث قضى أسبوعين في القمة وكانت هو الوحيده من بين أفضل 10 أغاني في أوروبا حتى الآن)، وتعتبر الأغنية الأكثر شهرة وتميزًا في الفرقة. وصلت الأغنية الفردية إلى رقم 8 على مخطط بيلبورد هوت 100 في الولايات المتحدة، وهي الأغنية الأكثر نجاحًا من الألبوم في مخطط بيلبورد البوم روك، وبلغت ذروتها في المرتبة 18 (والرسم البياني لمدة 20 أسبوعًا).
الأغنية هي أيضًا أعلى أغنية فردية للفرقة في أستراليا وكندا، وبلغت ذروتها في المرتبة 2 ورقم 5 على التوالي.

## أغنية مصورة
يحتوي الفيديو الموسيقي، الذي أخرجه نيك موريس، على لقطات من حفلتين موسيقيتين أقامتهما الفرقة في سولناهالين في سولنا، السويد في 26 و27 مايو 1986، بالإضافة إلى بعض اللقطات الإضافية التي تم تصويرها في فحوصات الصوت لتلك الحفلات.

## اداء مباشر
كانت الأغنية منتظمة في الحفلات الموسيقية في أوروبا منذ ظهورها المباشر لأول مرة في العرض الأول لـ في أبريل 1986. أقيم أحد أكثر العروض التي لا تُنسى للأغنية في ستوكهولم، السويد في 31 ديسمبر 1999، كجزء من احتفالات الألفية، حيث كان أول أداء أوروبي، وحتى الآن فقط، مع كلا من عازفي الجيتار الرئيسيين في الفرقة، الأصلي عازف الجيتار جون نوروم وخلفه كي مارسيلو.

## أعيد إصدار «العد التنازلي النهائي 2000»
في عام 1999، تم إصدار ريميكس الرقص «العد التنازلي النهائي 2000». تم إنتاجه من قبل براين رولينج، الذي سبق أن حقق نجاحًا مع «صدق» بواسطة شير. كان رد فعل الفرقة على الريمكس أقل حماسة. قال عازف الإيقاع إيان هاوغلاند: «كان هذا الريمكس كارثيًا، لن أمرر الماء عليه إذا اشتعلت فيه النيران!» في مقابلة عام 2013 مع ذا ناشيونال، علق جوي تيمبيست على الريمكس قائلاً: «لم تكن الفرقة سعيدة بذلك. كنا نحاول إقناع بعض الأشخاص الآخرين بعمل الريمكس ولكن الأمر لم ينجح لذا انتهى به الأمر إلى أن يصبح شيئًا في اللحظة الأخيرة.»

## روابط خارجية
- كلمات الأغنية الكاملة على مترولايركس